# 杨朋锋
杨朋锋（1979年2月9日—），中国退役足球运动员，司职前锋。

## 俱乐部生涯
杨朋锋是广州足坛名宿杨霏荪的侄子，出道于广州松日。1999年，他跟随恩师埃德森·塔瓦雷斯加盟四川全兴，逐渐成为球队主力。后来大连實德入主，他曾考虑离队，但在主教练徐弘劝说下留队。
杨朋锋在川期间，家乡广州并没有顶级联赛球队。2005年底，四川冠城解散后，他在中甲球队广州医药试训期间表现出色，以80万元转会费加盟。他在2007赛季，打进10个进球，帮助广州队以联赛第一的成绩升上中超联赛。但他在2008赛季只获得7次出场机会，赛季结束后被挂牌出售。尽管有球队表达兴趣，但他2009年1月宣布在家乡球队退役。

## 退役后的发展
退役后的杨朋锋加盟澳门甲组足球联赛炮兵，以半职业联赛保持状态。2009年10月19日，加盟五人制足球联赛—珠三角职业足球超级联赛球队江门千色花队。2010年起担任广东广播电视台体育频道足球嘉宾评论员。2014年加盟粤超联赛球队肇庆恒泰，担任主教练兼球员，并率队参加中国足协杯。
2016年，杨朋锋考上了长江商学院EMBA，是为数不多的拥有工商管理硕士学位的退役球员。2018年毕业后，他获足球名宿区楚良邀请担任梅县铁汉担任执行总裁，负责青训工作。他已考取亚足联A级足球教练员证书，目前担任广东省足协E级教练员讲师。